# Landschaft im Wandel
Landschaft im Wandel ist eine für Rheinland-Pfalz flächendeckende Zusammenstellung aus historischen Kartenwerken, die von 2007 bis 2010 vom Landesamt für Vermessung und Geobasisinformation Rheinland-Pfalz in einer Serie von 194 CD-ROMs herausgegeben wurde.
Das Bildmaterial richtet sich nach dem Blattschnitt der topografischen Karten im Maßstab 1:25.000 und deckt jeweils ein Gebiet von etwa 130 km² ab. Es handelt sich um bis zu 20 Karten aus den zurückliegenden 150 bis 200 Jahren, darunter die Preußische Uraufnahme, die Preußische Neuaufnahme und zum Teil auch die Topographische Aufnahme der Rheinlande. Die Karten können nebeneinander und halbtransparent übereinander dargestellt werden.
Die Auflösung der Karten beträgt 400 dpi. Die Dateien liegen im Format .HIL vor. Die Software entwickelte Hermann Josef Hill aus Koblenz.
Mittlerweile wird Landschaft im Wandel online angeboten.